# Maria Antonietta Murat
Maria Antonietta Murat, in francese Marie Antoinette Murat, Princesse Murat (Cahors, 3 gennaio 1793 – Sigmaringen, 19 gennaio 1847), è stata una principessa francese, membro di Casa Murat, e per matrimonio principessa di Hohenzollern-Sigmaringen.

## Biografia

### Infanzia ed educazione
Antonietta era la figlia postuma di Pierre Murat (1748-1792), un oste di Cahors, nata dal suo matrimonio con Louise (1762-1832), figlia di Aimery d'Astorg Dei suoi cinque fratelli e sorelle, Antonietta ne conobbe solo due, ma nessuno, a parte lei, raggiunse l'età adulta. Quando Antonietta ebbe sette anni, sua madre si sposò una seconda volta. Da questo matrimonio nacquero altri figli.

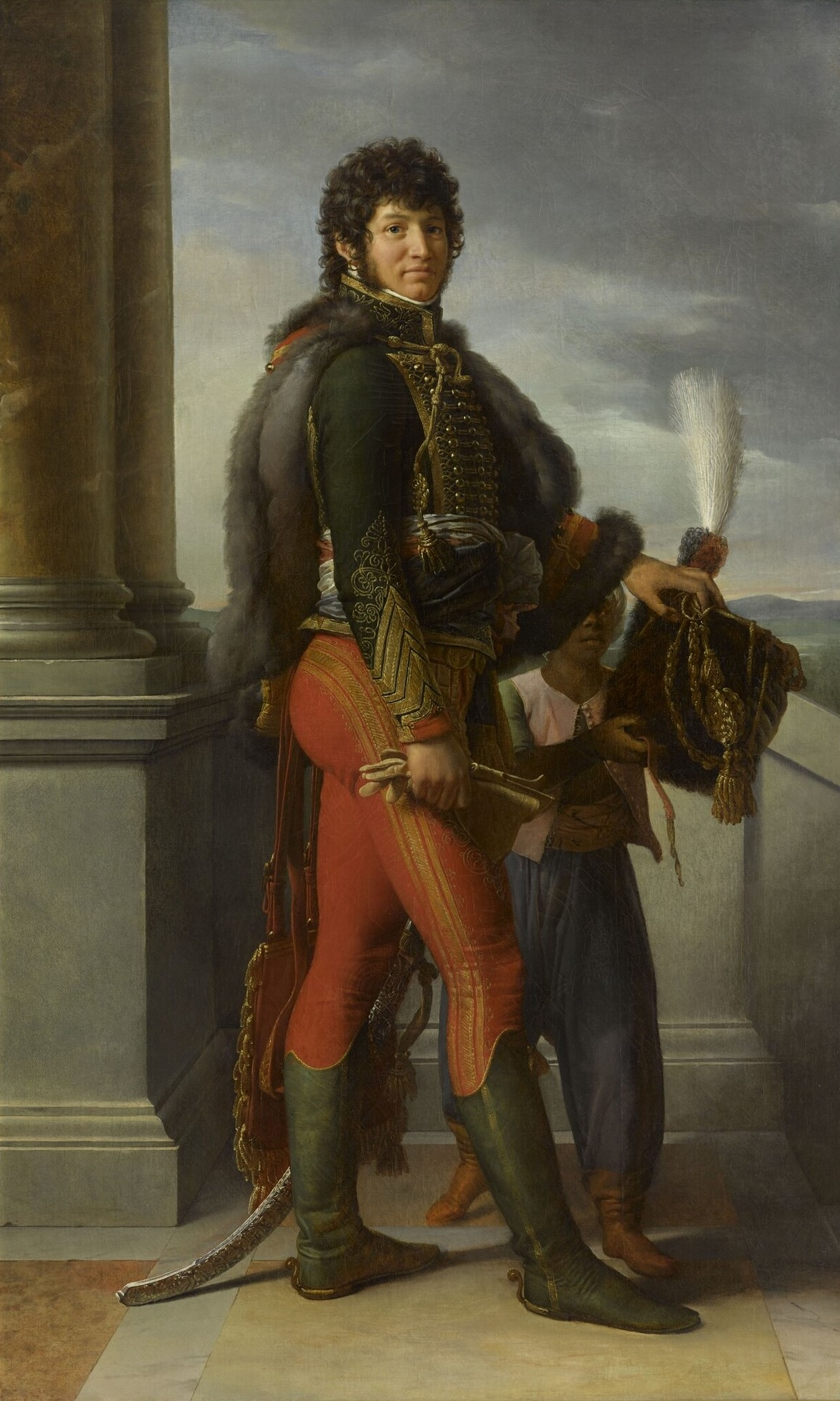
Gioacchino Murat a Napoli, di François Gérard, 1812

Il padre di Antonietta era un fratello maggiore di Gioacchino Murat, cognato di Napoleone Bonaparte, di cui ne aveva sposato la sorella minore Carolina, granduca di Berg e re di Napoli. Antoinetta, rimasta orfana in tenera età, fu allevata dagli zii, come pupilla, con cui ebbe un rapporto cordiale. Fu allevata nella cosmopolita città di Parigi: all'età di 13 anni frequentò il rinomato istituto di madame Campan, dal 1806 ricevette lezioni private nel palazzo dell'Eliseo dallo zio su istigazione della principessa di Hohenzollern-Sigmaringen (1760-1841), come necessità per la vita futura al fianco del figlio, il maggiore, Carlo (1785-1853), poi principe di Hohenzollern-Sigmaringen.

### Matrimonio

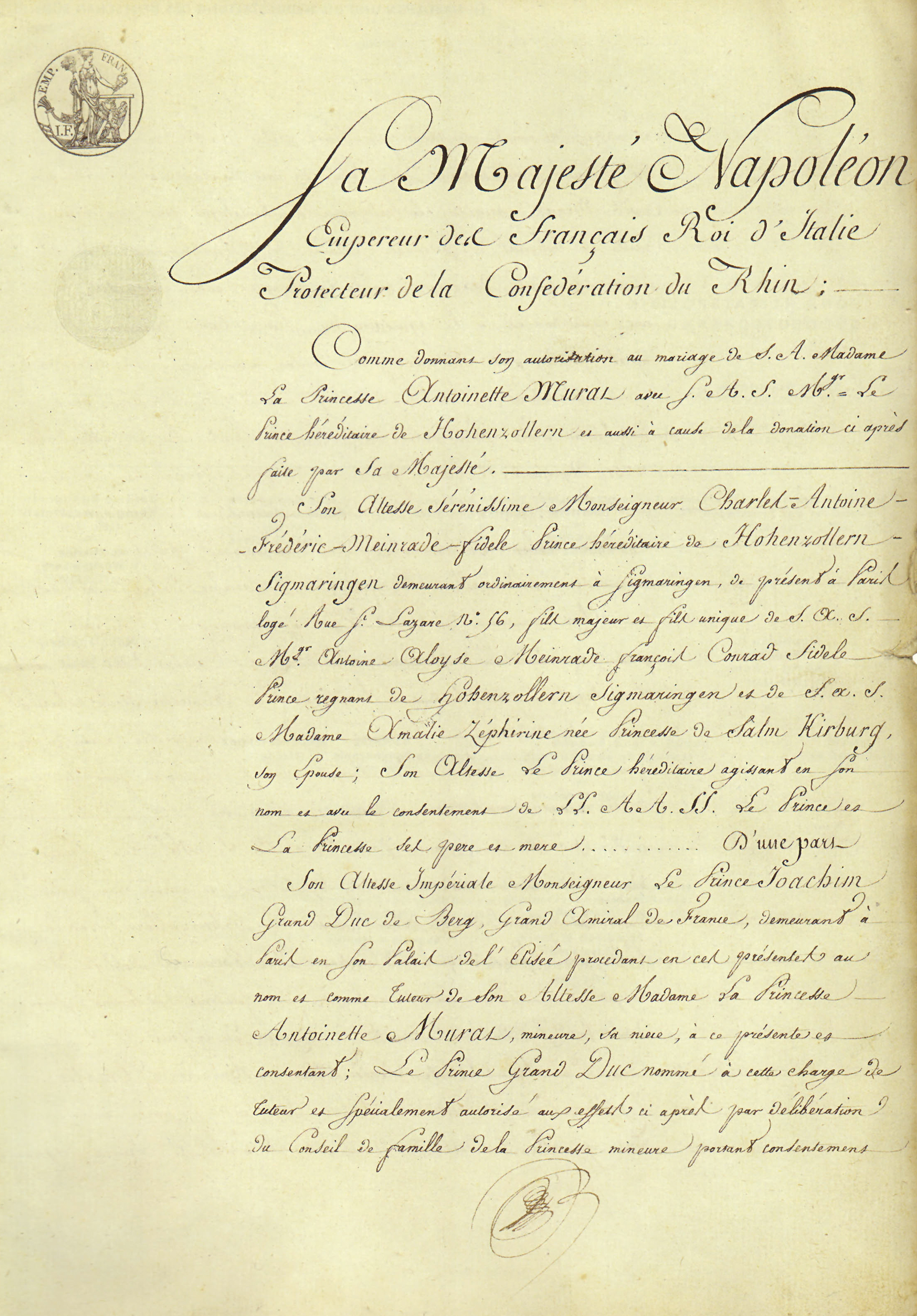
Contratto di matrimonio tra Carlo di Hohenzollern-Sigmaringen e Antonietta Murat

Amalia Zefirina, che ebbe ottimi contatti con l'imperatore Napoleone I, nel maggio 1806 informò il marito Antonio Aloisio, principe di Hohenzollern-Sigmaringen (1762-1831), in merito al legame coniugale interrotto. Il matrimonio per motivi politici doveva essere celebrato nell'ottobre del 1807 Ma si decise di aspettare che Antonietta raggiungesse l'età di 15 anni. Le nozze erano in linea con la politica matrimoniale di Napoleone Bonaparte di stringere alleanze con le tre importanti casate nobiliari della Germania meridionale della Baviera, del Baden e del Württemberg. Il ramo cattolico del casato degli Hohenzollern era una vecchia famiglia aristocratica rispetto a questi, ma era piuttosto insignificante sia politicamente che in termini di dimensioni.

### Principessa di Hohenzollern-Sigmaringen

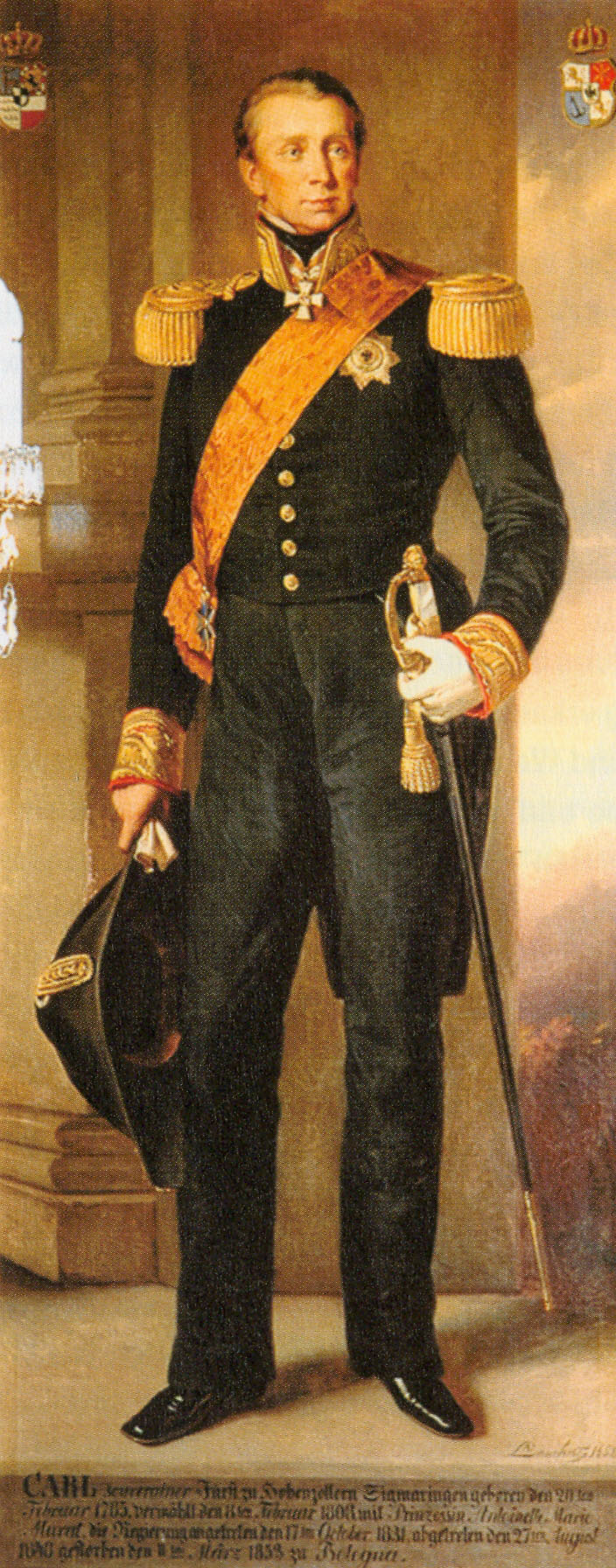
Carlo di Hohenzollern-Sigmaringen in un ritratto d'epoca

Nel febbraio 1808 Napoleone I elevò Antonietta allo stato di Principessa per decreto imperiale. Il matrimonio civile avvenne il 3 febbraio 1808  all'Hôtel de Breteuil di Parigi e il 4 febbraio la celebrazione religiosa. Napoleone era presente al ballo nuziale insieme alla moglie Giuseppina.
Per il principe Antonio Aloisio "era fuori questione" e si astenne dal partecipare alle nozze. Una rendita vitalizia di 10.000 franchi francesi fu concordata come controdote per Antonietta. Gioacchino regalò allo sposo una sciabola mamelucca per le nozze. Il matrimonio con Antonietta contribuì anche al riconoscimento della sovranità del principato di Hohenzollern-Sigmaringen.

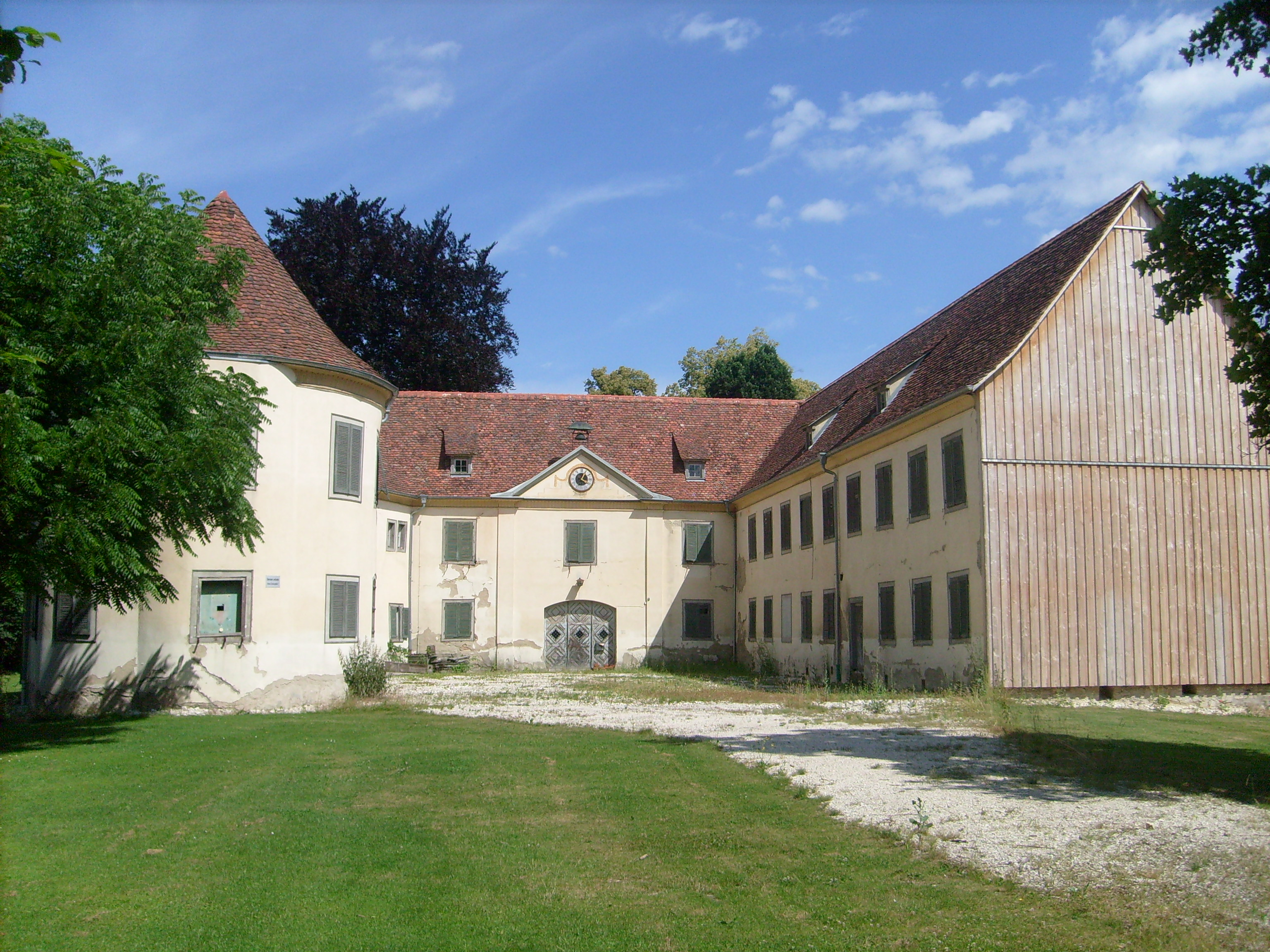
Castello di Krauchenwies

Quando Carlo fu congedato dal servizio militare francese, si stabilì con Antonietta nel castello di Krauchenwies nel luglio del 1808. Quando Carlo si trasferì a Krauchenwies, suo padre, il principe Antonio Aloisio era solito rimanere in Baviera, probabilmente per evitare sua moglie Amalia Zefirina. La giovane principessa ereditaria Antonietta dovette adattarsi a molti cambiamenti nella rirale Krauchenwies rispetto alla sua precedente vita nel "grand monde". Anche per questo motivo trascorse l'inverno 1808/1809 a Napoli alla corte dello zio Gioacchino Murat, prima di tornare a Krauchenwies nel maggio 1809.

## Discendenza
Antonietta e Carlo ebbero quattro figli:
- Carolina (1810–1885)

⚭ 1. 1839 conte Federico Francesco Antonio di Hohenzollern-Hechingen (1790–1847)
⚭ 2. 1850 Johann Stäger von Waldburg (1822–1882)
- Carlo Antonio (1811–1885), principe di Hohenzollern, Primo Ministro prussiano

⚭ 1834 principessa Giuseppina di Baden (1813–1900)
- Amalia (1815–1841)

⚭ 1835 principe Edoardo di Sassonia-Altenburg (1804–1852)
- Federica (1820–1906)

⚭ 1844 marchese Gioacchino Napoleone Pepoli (1825–1881), un nipote di Gioacchino Murat

## Titoli e trattamento
- 5 gennaio 1793 - 4 febbraio 1808: Marie Antoinette Murat, principessa Murat
- 4 febbraio 1808 - 1831: Sua Altezza Serenissima, la Principessa Ereditaria di Hohenzollern-Sigmaringen
- 1831 - 19 gennaio 1847: Sua Altezza Serenissima, la Principessa di Hohenzollern-Sigmaringen